# Treinduwer

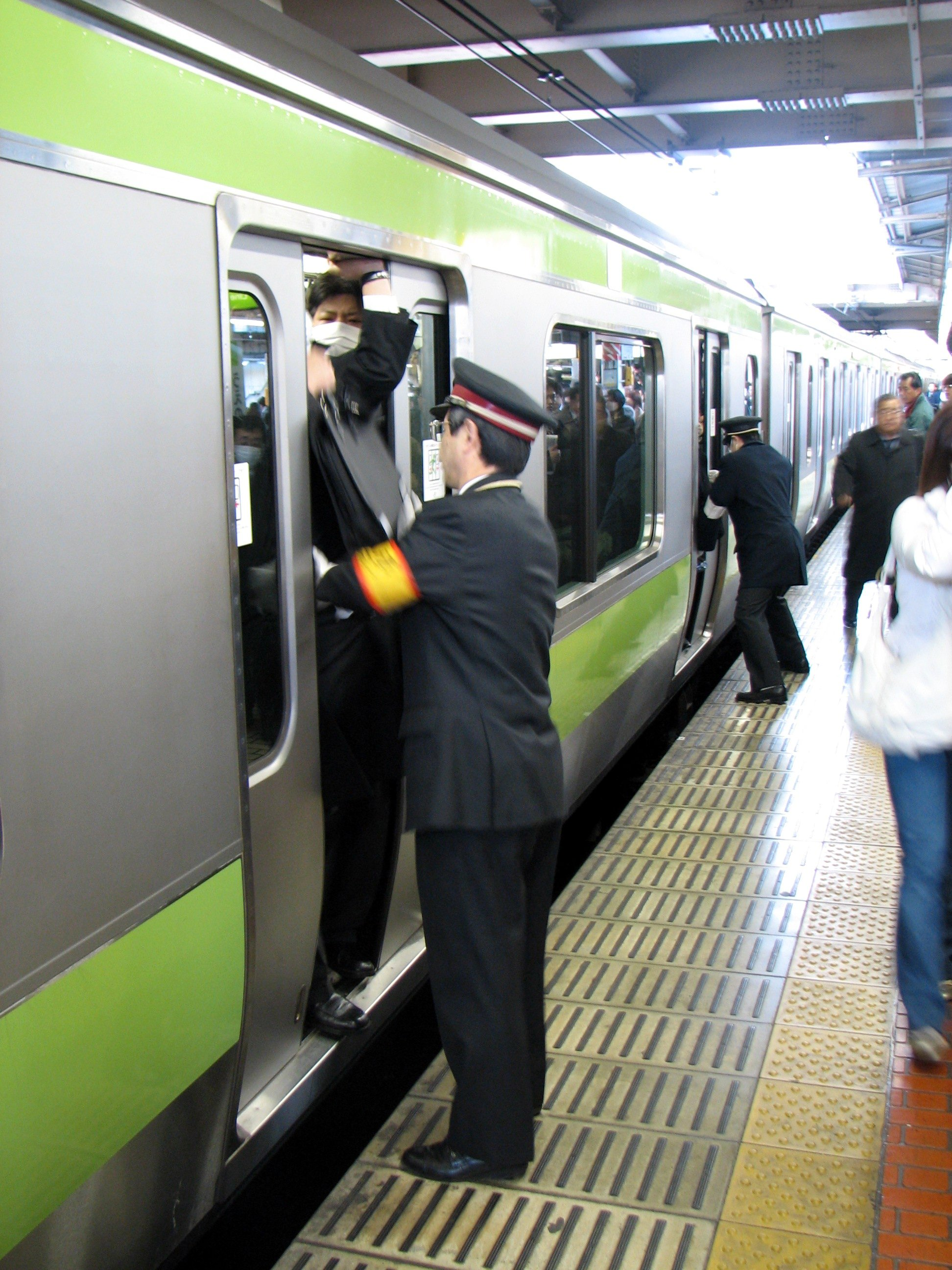
Treinduwers aan het werk

Een treinduwer (in Japan: 押し屋, oshiya) is iemand die tijdens spitsuren treinreizigers in de trein duwt, zodat er meer mensen in passen.